# Farlig midsommar
Farlig midsommar är den femte boken av Tove Jansson i serien om Mumintrollen. Den utkom första gången 1954 i Finland på bokförlaget Schildts och därefter i Sverige samma år på AWE/Gebers. Nyutgåvor har utkommit på bland annat Alfabeta 2004.
Utmärkande för boken är att Sniff inte längre medverkar i handlingen efter att ha återförenats med sina föräldrar i den föregående boken Muminpappans memoarer. Teaterbyggnaden spelar en viktig roll för handlingen, liksom ett par fientligt inställda hemuler; Parkvakten och Fångvakten. I boken finns det flera kopplingar och paralleller till William Shakespears pjäs Stormen.

## Handling
Det är varma junidagar och Muminmamman gör barkbåtar medan Mumintrollet längtar efter Snusmumriken som ännu inte kommit tillbaka efter sin årliga vintervandring. Lugnet varar dock inte länge innan idyllen Mumindalen hotas av en ny katastrof, den här gången en vulkan ("det eldsprutande berget") som orsakar en tsunami och skapar en stor översvämning i dalen. Det höga Muminhuset har snart bara taket över vattenlinjen och hela undervåningen under vatten. Mumintrollet blir därför tvungen att borra hål i golvet för att dyka ner i köket efter mat. Efter att ha gjort sig bekanta med figurerna Homsan och Misan, sitter Muminfamiljen med vännerna Snorkfröken, Mymlans dotter och Lilla My, och ser sig om efter en räddning.
Till sist kommer något stort, halvcirkelformat flytande emot dem och de går ombord. De tänker sig först att det är ett övergivet hus men upptäcker senare att de har hamnat på en teater som flutit med i strömmarna. Teaterråttan Emma som bor i teatern och som först håller sig undan från familjen, ogillar Mumintrollen eftersom de inte vet vad en teater är, men hon kan så småningom förklara det för dem. En natt på teatern bestämmer sig Mumintrollet och Snorkfröken för att sova i ett träd, som de binder fast i teatern med ett rep för att den inte ska flyta iväg. Emma råkar dock av misstag lossa på förtöjningen och teatern flyter utan Mumintrollet och Snorkfröken iväg till Granviken, som inte har drabbats av översvämningen.
Under tiden råkar Lilla My falla överbord och av en slump räddas hon av Snusmumriken, som har planerat en hämnd på den buttra Parkvakten. I parken river han ner alla varningsskyltar med texten "Strängt förbjudet att beträda parkområdet" på, fyller gräsmattan med elektriska Hattifnattar och frisläpper 24 små skogsungar som direkt fäster sig vid honom. Sammanträffandena fortsätter då Mumintrollet och Snorkfröken får träffa Emmas döda makes syskonbarn, Filifjonkan, och alla tre blir arresterade när de bränner plakaten som Snusmumriken rev ner.
Under tiden i teatern hjälper Emma Muminpappan att skriva en pjäs och familjen bestämmer sig för att tillsammans genomföra den. Genom ett flygblad för pjäsen får skogsungarna reda på den och övertalar Snusmumriken om att gå dit. Hemulen som arresterade Filifjonkan, Mumintrollet och Snorkfröken får också syn på ett av flygbladen och överlåter vaktjobbet till sin kusin medan han går iväg för att se pjäsen. Kusinen övertygas dock av vännernas oskyldighet och låter dem gå för att se pjäsen också. Vid teatern möts alla upp och själva pjäsen kollapsar till en stor återträff. När vattnet slutligen lättar går alla hem.

## Figurer som presenteras i boken
- Filifjonkan
- Misan
- Homsan
- Teaterråttan Emma

## Filmatiseringar
| TV-serie                                    | Avsnitt baserade på boken |
| Sturm im Mumintal (Västtyskland, dockserie) | 1: "Sturm im Mumintal" 2: "Das Theater" 3: "Emma" 4: "Der Wald" 5: "Die Generalprobe" 6: "Zu Hause" |
| Mumintrollen (Polen, dockserie)             | 36: "Vulkanen" 37: "Den hemska natten" 38: "God morgon" 39: "Det hemsökta huset" 40: "Den flytande teatern" 41: "Natten i trädet" 42: "Snusmumrikens hämnd" 43: "En midsommarnatt" 44: "Snusmumriken och skogsungarna" 45: "I fängelset" 46: "Urpremiären" 47: "Återvänder hem" |
| I Mumindalen (Japan, animerad serie)        | 28: "Ett flytande spökhus" 29: "De borttappade barnen" 30: "En annorlunda midsommar" |